# Malthinus hoabinensis
Malthinus hoabinensis es una especie de coleóptero de la familia Cantharidae.

## Distribución geográfica
Habita en Vietnam.